# Kroatiska statsarkivets byggnad
Kroatiska statsarkivets byggnad (kroatiska: Zgrada Hrvatskog državnog arhiva), ursprungligen National- och universitetsbiblioteket (Nacionalna i sveučilišna knjižnica), är en kulturmärkt byggnad och palats som ligger vid Marulićs torg i stadsdelsområdet Nedre staden i Zagreb i Kroatien. Precis som namnet antyder hyser byggnaden det Kroatiska statsarkivet.
Byggnaden uppfördes 1911-1913 enligt ritningar av arkitekten Rudolf Lubynski. Den bär stildrag från den kroatiska secessionen, en förening av den tidiga Wiensecessionen och modernistisk europeisk (framförallt tysk) arkitektur, och anses vara det främsta exemplet i landet på denna stilriktning.

## Historik
På 1600-talet hade jesuiterna i Övre staden lagt grunden till ett bibliotek som från och med 1773 var inhyst i vad som idag är ett gymnasium. 1837 flyttades biblioteket till vad som idag är rektorns kansli vid Zagrebs universitet. Under hela 1800-talet kom bibliotekets innehav att öka vilket kom att skapa ett behov av en helt ny byggnad. 
Den 21 februari 1911 påbörjades uppförandet av en ny byggnad vid Marulićs torg, en integrerad del av  Lenuzzis hästsko i Nedre staden. Uppdraget att rita byggnaden hade givits den lokala kroatisk-judiska arkitekten Rudolf Lubynski.  

## Arkitektur
Kroatiska statsarkivets byggnad är 80 m lång och 46 m bred. De dominerande byggnadsmaterialen som används är betong, järn och glas.
Vid utformandet av byggnadens interiör och exteriör deltog Kroatiens vid tiden främsta målare och skulptörer, däribland Robert Frangeš Mihanović, Rudolf Valdec, Mirko Rački, Menci Klement Crnčić, Bela Čikoš Sesija, Robert Auer, Oton Iveković, Ferdo Kovačević, Ivan Tišov, Branimir Šenoa, Vlaho Bukovac och Mila Vod. 

### Interiör
I den Stora lässalen (Velika čitaonica) som är öppen för allmänheten finns flera framstående oljemålningar (bland annat av Vlaho Bukovac) liksom 51 ljuskronor i jugendstil och 130 bordslampor. Lässalen domineras av två centrala jugendljuskronor med en bredd på tre meter vardera. 
Professoriska lässalen (Profesorska čitaonica) är prydd med ornamentala metallmedaljonger och väggmosaik av Koch och Marinković samt dekorativa metallgaller på radiatorerna. Här finns även glasmålningar av C. Geyling från Wien, två oljemålningar av Ivan Tišov och en oljemålning av Robert Auer.              

### Exteriör
Den höga kupolen ovanför den Stora lässalen i palatsets centrala del har fyra pelare. På varje pelare står fyra ugglor som uppbär glober.
Vid den norra sidan av byggnaden, ovanför huvudentrén, finns fyra reliefer av Robert Frangeš Mihanović. Relieferna symboliserar de dåvarande fyra fakulteterna vid Zagrebs universitet. 
Vid den södra sidan av byggnaden finns verk av Rudolf Valdec.  

### Fotnoter
1. 1 2 3 4 5 6 7 8  Kroatiska statsarkivet Arkiverad 19 augusti 2014 hämtat från the Wayback Machine. - officiell webbplats (kroatiska)
2. 1 2  Zagrebs stadsinstitut för skydd av kultur- och naturminnen Arkiverad 19 augusti 2014 hämtat från the Wayback Machine. (kroatiska)
3. 1 2 3 4  ”Povijesni pregled” (på kroatiska). Kroatiska national- och universitetsbiblioteket. Arkiverad från originalet den 26 augusti 2014. https://web.archive.org/web/20140826072339/http://www.nsk.hr/povijesni-pregled/. Läst 19 augusti 2014.